# Cercle de Kangaba
Le cercle de Kangaba est une circonscription administrative malienne, dans la région de Koulikoro. Il a pour chef-lieu la ville de Kangaba (Commune de Benkadi).

## Histoire
La subdivision de Kangaba créée par arrêté en 1940 est érigée en cercle en 1961,.

## Administration
Avant 2023, il compte 9 communes : Balan Bakama, Benkadi, Kaniogo, Karan, Maramandougou, Minidian, Naréna, Nouga et Séléfougou. En 2023, la commune de Séléfougou est soustraite du cercle de Kangaba et versée dans le cercle de Sélingué dans la région de Bougouni.
Depuis 2023, le cercle codé en 0203, compte 8 communes, 2 arrondissements et 55 VFQ : villages, fractions et quartiers, dont une commune urbaine : Karan. 
| Code   | Arrondissement                    |
| ------ | --------------------------------- |
| 020301 | Arrondissement central de Kangaba |
| 020302 | Arrondissement de Naréna          |

| Code     | Commune       | Chef-lieu          | VFQ |
| -------- | ------------- | ------------------ | --- |
| 02030101 | Minidian      | Kangaba            | 11  |
| 02030102 | Kaniogo       | Kénégoue           | 12  |
| 02030103 | Maramandougou | Figuiratomo        | 9   |
| 02030104 | Nouga         | Banancoro          | 6   |
| 02030201 | Balanbakama   | Balan Mansala      | 6   |
| 02030202 | Benkadi       | Habadougou-Kenieba | 4   |
| 02030203 | Karan         | Karan              | 1   |
| 02030204 | Naréna        | Naréna             | 6   |

## Population
Le Cerle est peuplé par les Malinkés majoritaires, Somonos, Bambaras et Peuls. 

## Économie
Les principales activités sont l'agriculture, l'élevage, la pêche, l'orpaillage, le petit commerce et l'artisanat.